# Cucina sudanese
La cucina sudanese include i cibi e le pratiche culinarie del Sudan; i piatti tipici sudanesi sono in genere molto speziati e la cottura dei cibi è in genere effettuata a fuoco lento, in modo da preservare il sapore delle spezie e degli stessi alimenti di base. Il pane tradizionale sudanese è detto kisra; esso somiglia alla pita e all'enjera, sottile e croccante, prodotto a partire da farina, acqua e sale; con un diametro di circa 25 cm, il kisra può accompagnare zuppe di legumi o bolliti di carne.
Esistono vari piatti tipici sudanesi; tra di essi si annoverano:
- Il farakh hala, bocconcini di pollo guarniti con una salsa di pomodoro speziata
- Lo shayaa, bocconcini di agnello fritti nell'olio e conditi con cipolle e aglio
- Il bollito di pollo
- Asida
- Il ful, piatto popolare a base di fagiolini o fagioli bianchi (in quest'ultimo caso è accompagnato da una salsa di pomodoro piccante); esso può essere consumato anche per colazione
- La salsa taghaliya, con foglie di gombo essiccate e tritate, accompagnate da aglio affumicato
- Il gibna bayda (o domiati), un formaggio bianco a base di latte di bufala o di latte vaccino[3][4].

Il caffè sudanese, chiamato jabana, viene preparato in modo peculiare (i chicchi di caffè vengono macinati e mescolati assieme a delle spezie); il suo sapore è molto particolare ed esiste un contenitore apposito (la Jebena) dal quale, per tradizione, viene versato il caffè.

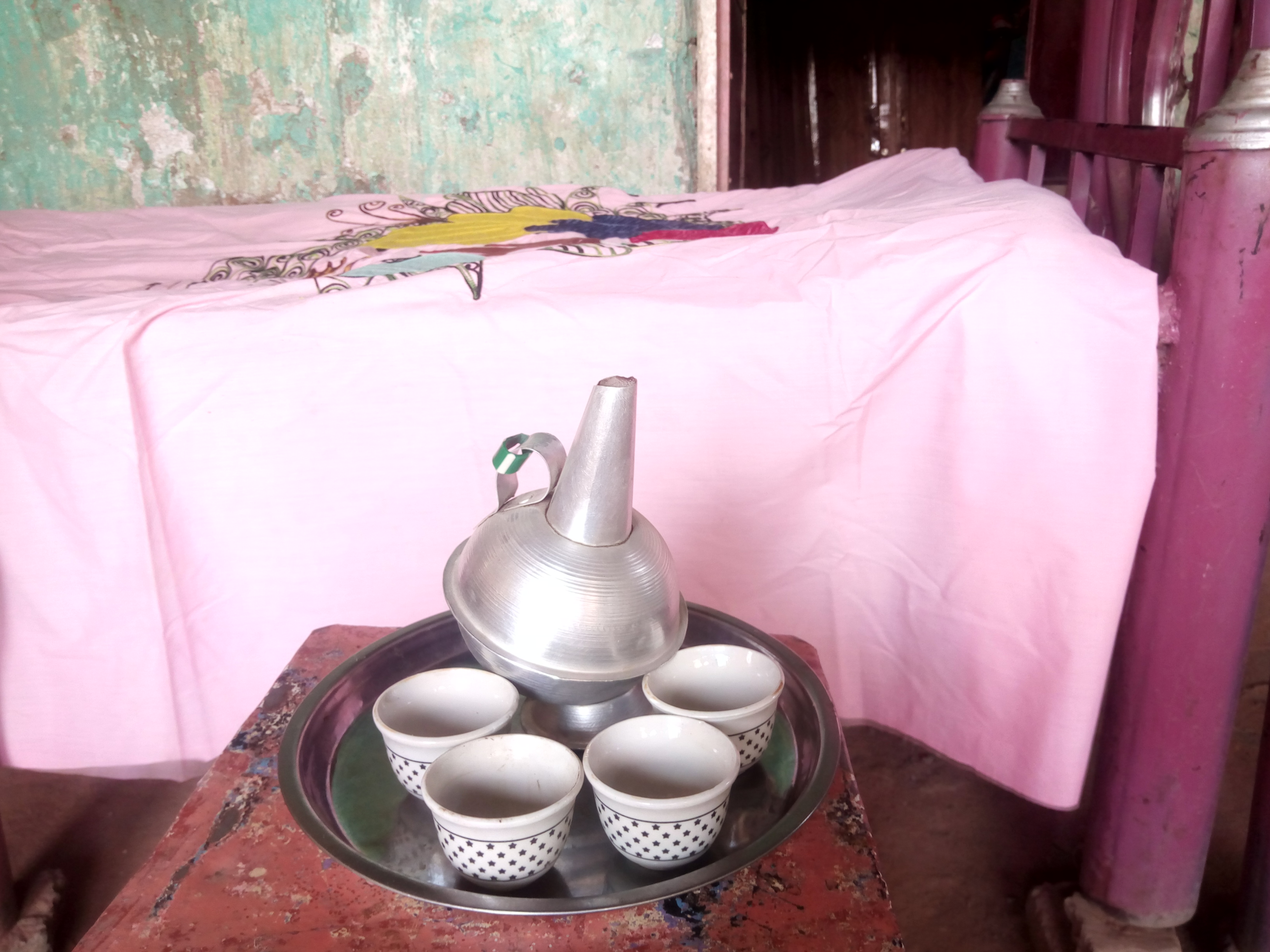
Caffè sudanese servito in una stanza
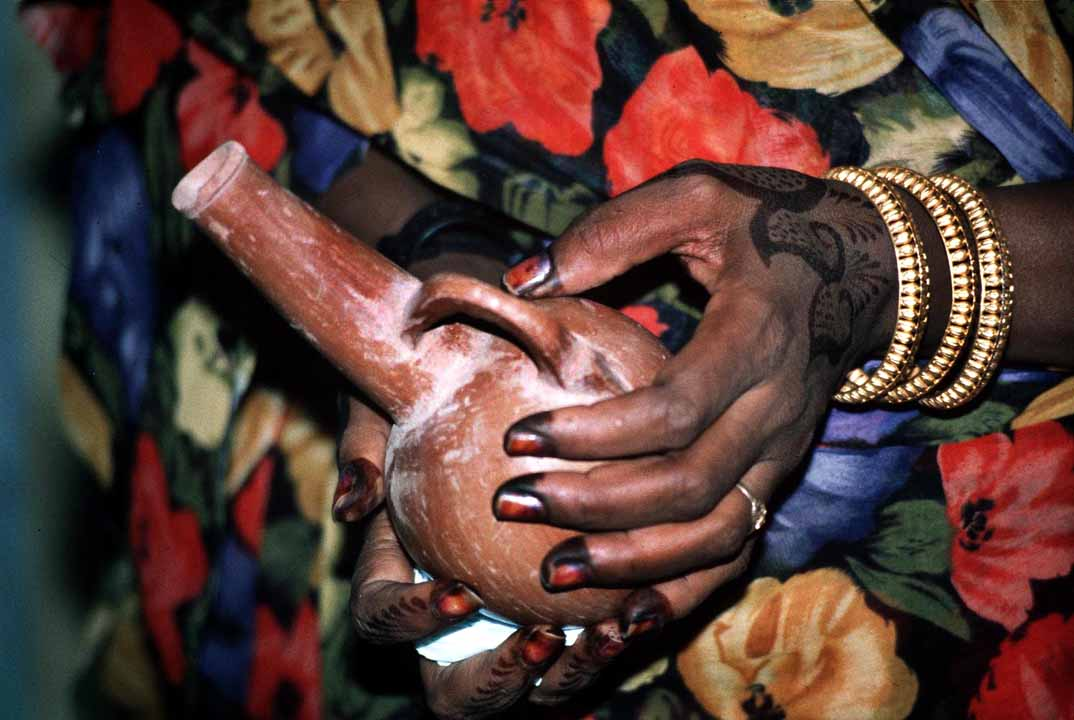
Jebena, vaso in terracotta (2005)
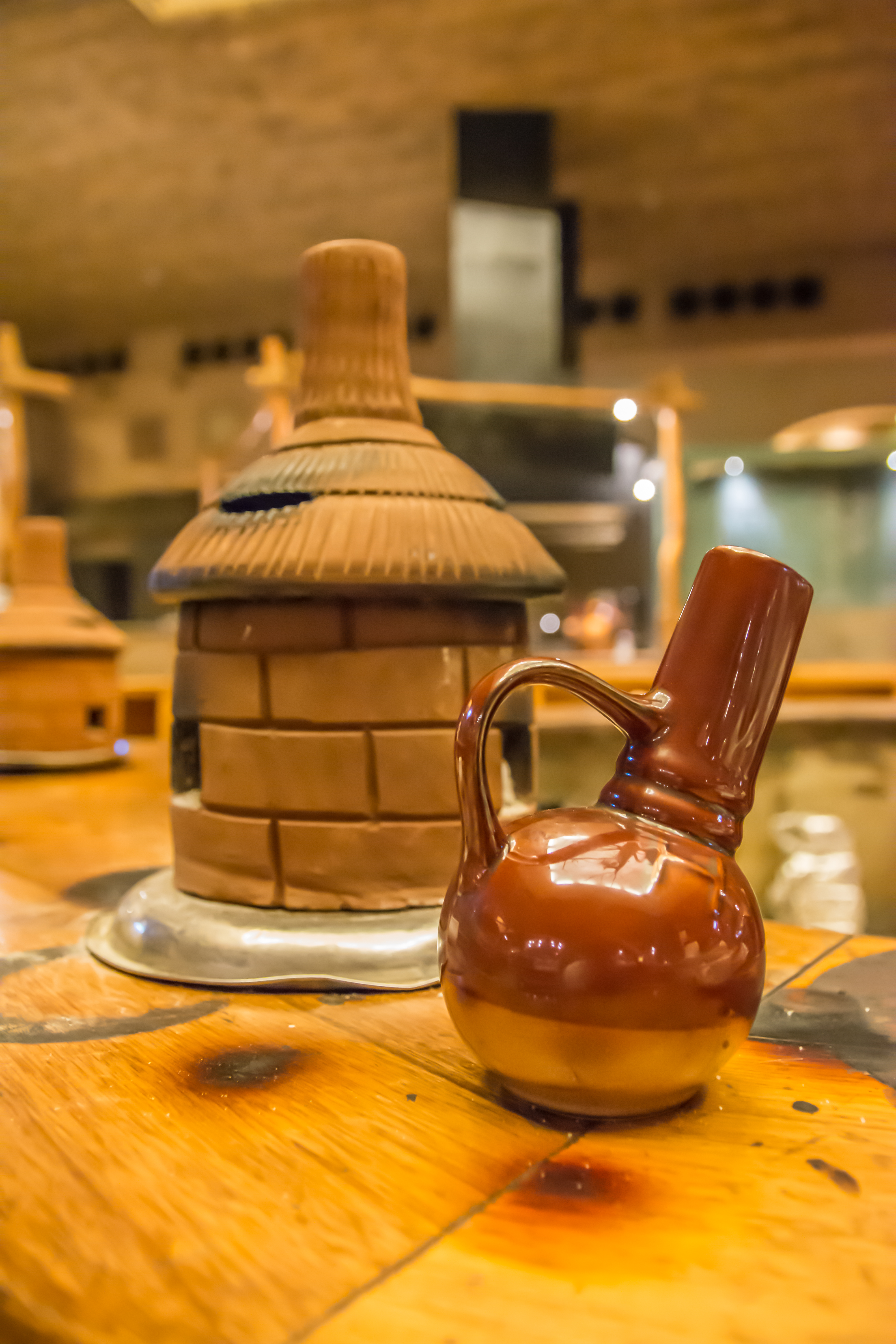
Jebena tradizionale